# Air Canada Rouge
Aller loin
Air Canada Rouge est une compagnie aérienne à bas coût canadienne, filiale d'Air Canada, spécialisée dans le voyage d’agrément.
La marque a commencé ses opérations le 1er juillet 2013. Cette initiative s'inscrit dans la transformation du transporteur canadien qui veut devenir plus compétitif face aux nombreuses compagnies à bas coût en opération au Canada et aux États-Unis. Air Canada Rouge est en compétition directe avec Air Transat, qui effectue des vols vers l'Europe et les Caraïbes ou WestJet et Sunwing, qui offrent des vols vers de nombreuses destinations vacances.
La compagnie possède 27 appareils au sein de sa flotte, pour un réseau de 90 liaisons (saisonnières pour la plupart, sur cinq continents) et comptera environ quelque 1 600 employés à la fin 2017.
Air Canada annonce la suspension des activités d’Air Canada Rouge temporairement le 5 février 2021 jusqu'en août.

## Destinations
(avril 2018).

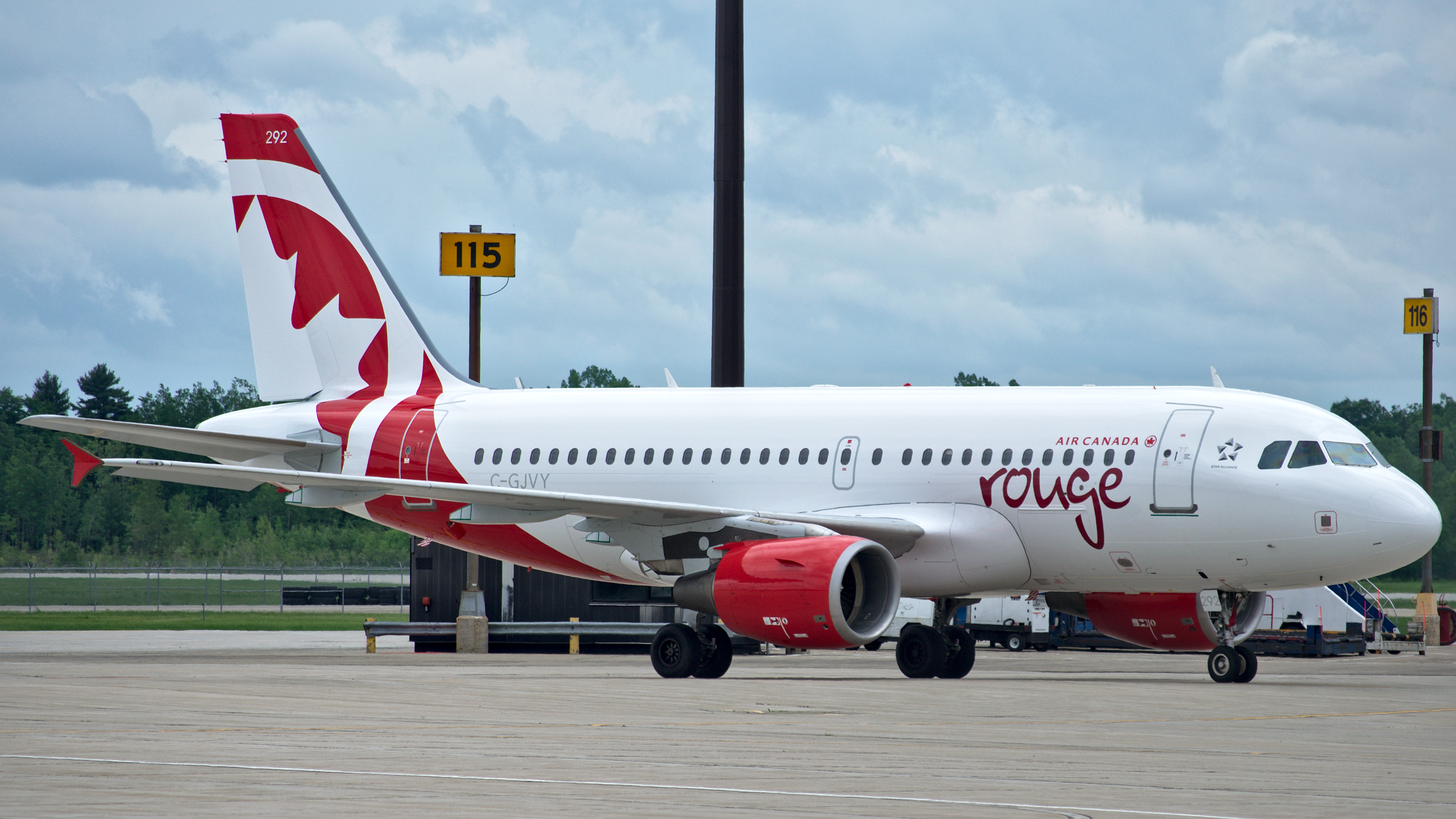
Airbus A319 dans la livrée Air Canada Rouge

Air Canada Rouge assure des vols à partir de l'aéroport international Pearson (Toronto) et l'aéroport international Pierre Elliot Trudeau (Montréal).
De nouvelles destinations seront ajoutées lorsqu’Air Canada commencera à recevoir ses Boeing 787, ce qui va libérer des appareils de la flotte. Dix destinations à l’étranger seront desservies à l’été 2013 (Athènes depuis Toronto et Montréal, les autres seulement depuis l’aéroport Pearson), et 23 pendant l’hiver 2013-2014.

## Flotte
À son lancement, leur flotte était constituée de 4 avions, deux Airbus A319 et deux Boeing 767-300ER, transférés de la flotte d'Air Canada. À la mi-2016, on dénombrait désormais 28 appareils, 16 767, 20 A319 et 5 Airbus A321.
En septembre 2019, la flotte d'Air Canada Rouge est composée de 25 Boeing 767-300ER qui sont utilisés sur les routes transatlantiques, ainsi que 22 Airbus A319-100, 3 Airbus A320-200 et 12 Airbus A321-200 pour les vols à l'intérieur du Canada et les destinations de vacances situées aux États-Unis et dans les Caraïbes. Tous les avions sont aménagés en deux classes : Premium Rouge et Économique. Cette dernière propose des places Préférences avec un confort accru selon la configuration de la cabine.
En mai 2020, durant la pandémie de la COVID-19, Air Canada a annoncé qu'elle retirerait 79 appareils de sa flotte principale ainsi que celle de Rouge. Cela inclut des Boeing 767 et des Embraer 190. La flotte de Rouge a été particulièrement affectée par ces mesures, perdant l'intégralité de ses 25 767. Seuls les A320, A319 et A321 restent dans sa flotte.
Le 17 décembre 2024, Air Canada a annoncé le transfert de toute sa flotte de 737 MAX 8 vers Air Canada Rouge qui devrait être complété d'ici 2028.

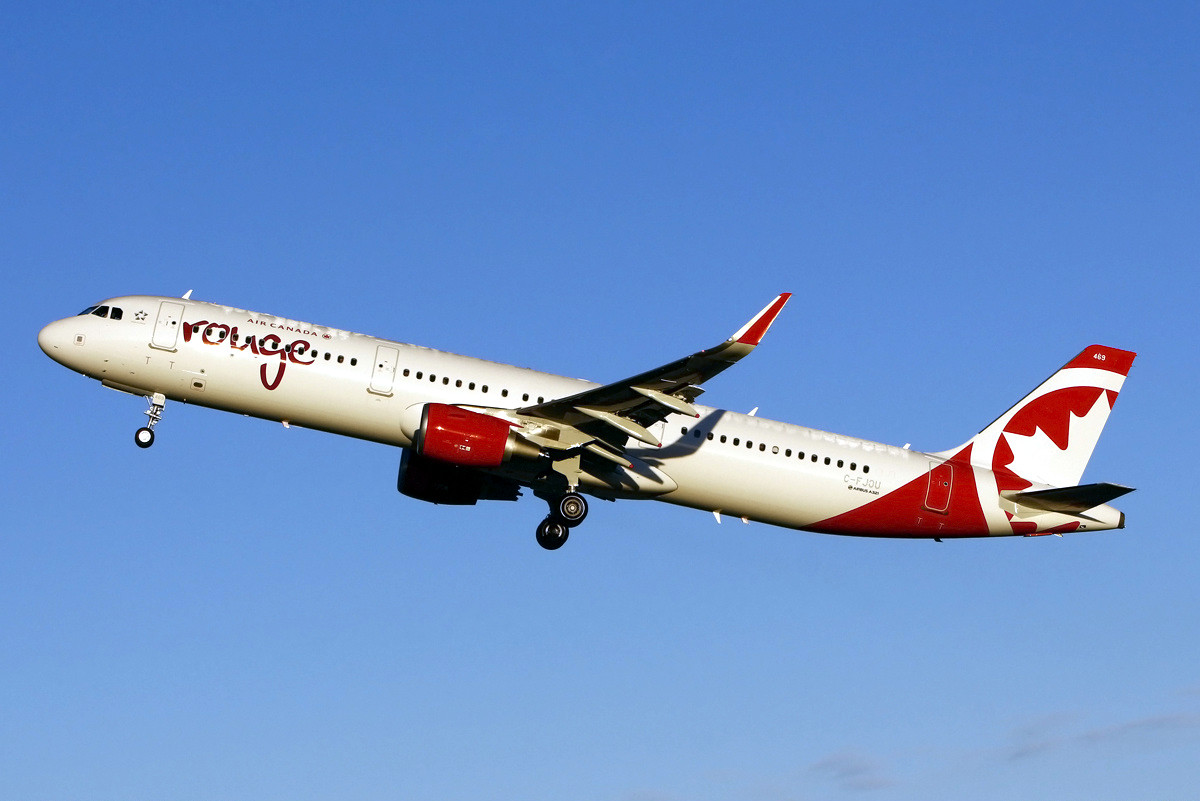
Tout comme d'autres compagnies aériennes, Air Canada Rouge poursuit son expansion avec son acquisition des appareils plus grands (C-FJOU, A321-211 neuf, juste après sa livraison du 2 décembre 2015.).

| Avion           | En service | En service | Commandes (Options) | Passagers | Passagers | Passagers | Âge moyen |
| Avion           | En service | En service | Commandes (Options) | J         | Y         | Total     | Âge moyen |
| --------------- | ---------- | ---------- | ------------------- | --------- | --------- | --------- | --------- |
| Airbus A319-100 | 18         | 18         | —                   | 12        | 124       | 136       | 25,5      |
| Airbus A320-200 | 5          | 5          | —                   |           |           | 168       | 16,7      |
| Airbus A321-200 | 17         | 17         | ?                   |           |           | 195       | 9,1       |
| Total           | 40         | 40         |                     |           |           |           |           |